# جان‌پولاد رضایف
جان‌پولاد یعقوب اوغلی رضایف (به ترکی آذربایجانی: Canpolad Rzayev) (زاده ۲۶ فوریه ۱۹۶۸، در شهرستان آغ‌دام، جمهوری آذربایجان SSR - درگذشت ۲۶ فوریه ۱۹۹۲، در خواجه‌لی) یک سرباز و قهرمان ملی جمهوری آذربایجان در جنگ قره‌باغ در اوایل دهه ۱۹۹۰ میلادی بود.

## سنین جوانی و تحصیل
رضایف در ۲۶ فوریه ۱۹۶۸ میلادی در روستای چخورمحله از توابع شهرستان آق‌دام در جمهوری شوروی سوسیالیستی آذربایجان زاده شد. او تحصیلات متوسطه را در دبیرستان روستای احمدآور به پایان رساند. رزایف از سال ۱۹۸۸ تا ۱۹۹۰ در نیروهای مسلح شوروی خدمت کرد و درجه ستوان را دریافت کرد. هنگامی که جنگ قره‌باغ آغاز شد، رضایف به جمهوری آذربایجان بازگشت و داوطلبانه به خط مقدم رفت.

## زندگی شخصی
رضایف متاهل و دارای دو فرزند بود.

## جنگ قره‌باغ
رضایف در نبردهای پیرامون روستاهای خرامورت، خان‌آباد، آسکران و کاراکند شرکت کرد. خواجه‌لی در ۲۶ فوریه ۱۹۹۲ در جریان جنگ قره‌باغ به تصرّف نیروهای ارمنی درآمد. دست‌کم ۱۶۱ غیرنظامی آذربایجانی در شهر خواجه‌لی در ۲۶ فوریه ۱۹۹۲ به‌دست سربازان ارمنی کشته شدند. جان‌پولاد داوطلبانه برای کمک به صدها غیرنظامی آذربایجانی که از شهر فرار می‌کردند به خواجه‌لی رفت.

## افتخارات
جان‌پولاد رضایف پس از مرگ با حکم ریاست جمهوری شماره ۸۳۳ به تاریخ ۷ ژوئن ۱۹۹۲، عنوان قهرمان ملی جمهوری آذربایجان را دریافت کرد.
وی را در گورستان بلوار شهدا در شهرستان آق‌دام به خاک سپردند.